# 薩博汽車
紳寶汽車（英語：Saab Automobile AB）是一家瑞典汽車製造商。紳寶汽車擅長渦輪增壓引擎，也是無分電盤電腦控制點火系統（直接點火系統）與防頸椎受傷座椅、可變排氣量引擎（Saab SVC）等創新科技的發明者或最先使用者。紳寶 900四人座敞篷車是1980年代美國雅痞（年輕都會專業人士）的象徵之一。在保險公司調查中紳寶一直保持優良的安全紀錄，與瑞典另一車廠Volvo一樣以重視汽車安全與耐用性而著稱。

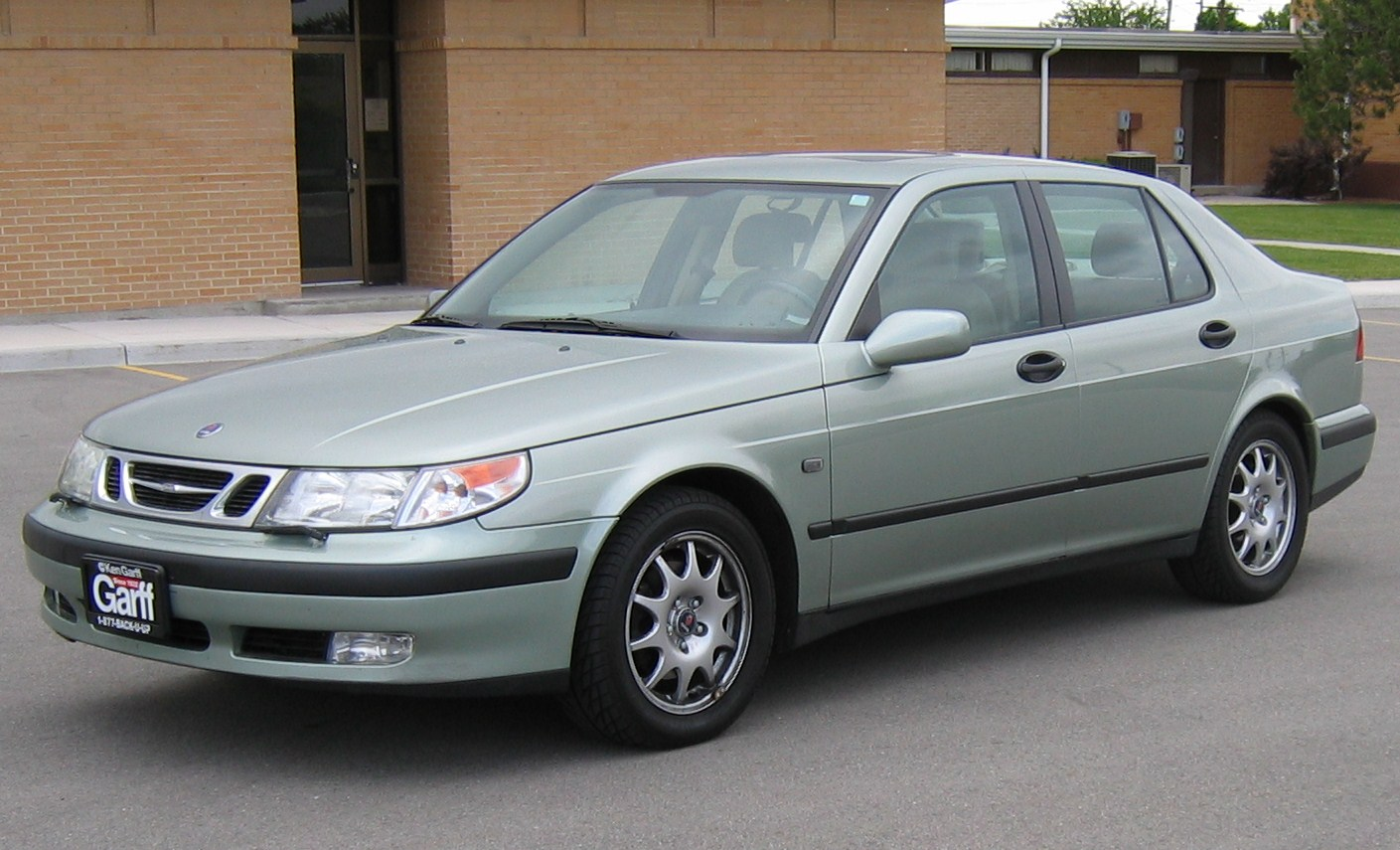
Saab 9-5 經典轎車型和其車標

紳寶汽車最初是由萨博集团（Saab AB）分割出來的汽車製造部門，1990年被美國通用汽車公司(GM)收購，並在2010年2月24日賣給了荷蘭世爵公司（Spyker Cars N.V.）。2008年底，通用公司為求美國聯邦政府援助，將紳寶、龐蒂克、悍馬、釷星汽車宣告為取消品牌。通用汽車一方面表示不排除停產，但一方面卻積極打算出售紳寶汽車，原本售予科尼賽克之呼聲最高，但計劃失敗，荷蘭世爵汽車接手紳寶汽車的協商也一度破裂。2009年12月15日，中國北京汽車集團以2億美元收購紳寶9-5、9-3等三個整車平臺和兩個系列的渦輪增壓發動機、變速箱的技術所有權以及部分生產製造模具。通用汽車在一連串拋售談判失敗後計劃將紳寶汽車結業，但世爵汽車於2009年12月20日再度與通用汽車商討接手紳寶汽車事宜，並於2010年1月26日達成協議，世爵汽車於2月正式接管紳寶汽車。2011年年底，SAAB公司因無法支付積欠零件商的款項和員工的薪水，向政府申請了破產保護。2012年6月由NEVS取得經營權。瑞典政府在2012年12月5日，透過Swedish National Debt Office瑞典國債管理局發文表示，已正式掌管Saab Automobile Parts AB (Saab零件公司) 之所有權。

## 歷史
紳寶原本是屬於Svenska Aeroplan Aktiebolaget（瑞典飛機有限公司），這家公司於1937年在林雪平（Linköping）建立。該公司主要目的是為了提供瑞典空軍所需的飛機並保護在二次世界大戰中瑞典中立國的地位。隨著戰爭結束戰鬥機市場萎縮之後，該公司開始尋找多樣化的新市場。

### Svenska Aeroplan AB 時代 (1948–1969)

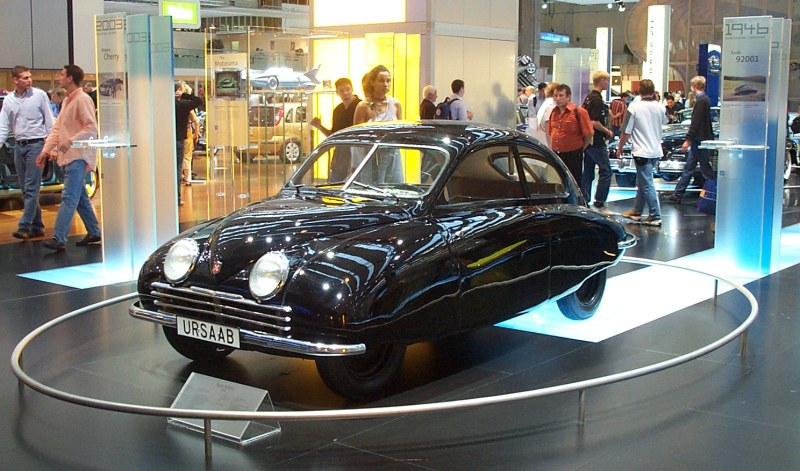
第一台 紳寶 汽車:
Ursaab

在1944年，92計畫開始，紳寶根據這個目標開始打造紳寶的第一輛轎車。三年後，源於航空領域的紳寶天字第一號紳寶 92001 (或Ursaab)發表。值得注意的是，該車的風阻係數是0.30，是當時風阻係數最低的大量生產型汽車。在92計畫的三年內，紳寶的汽車專配廠移與計畫都移往特羅爾海坦 (Trollhättan)，直到現在紳寶的總部都還在那裏。在1949年，紳寶推出Saab 92，並開始量產。紳寶 92於1950年代中期銷售了超過20,000輛。
1955年，紳寶 92被徹底的重新設計，並因應改變將型號改為Saab 93，並增加紳寶的註冊商標，梯形水箱罩。於1959年加入Wagon變種車型Saab 95。在這十年間，紳寶還首次涉足跑車領域，推出Saab 94。1960年，第三款基於Saab 92平台的Saab 96推出。紳寶 96是紳寶一款很重要的車型，推出後非常受到歡迎，銷售了55萬輛，這也是紳寶第一款廣泛出口到瑞典本土以外的車款。

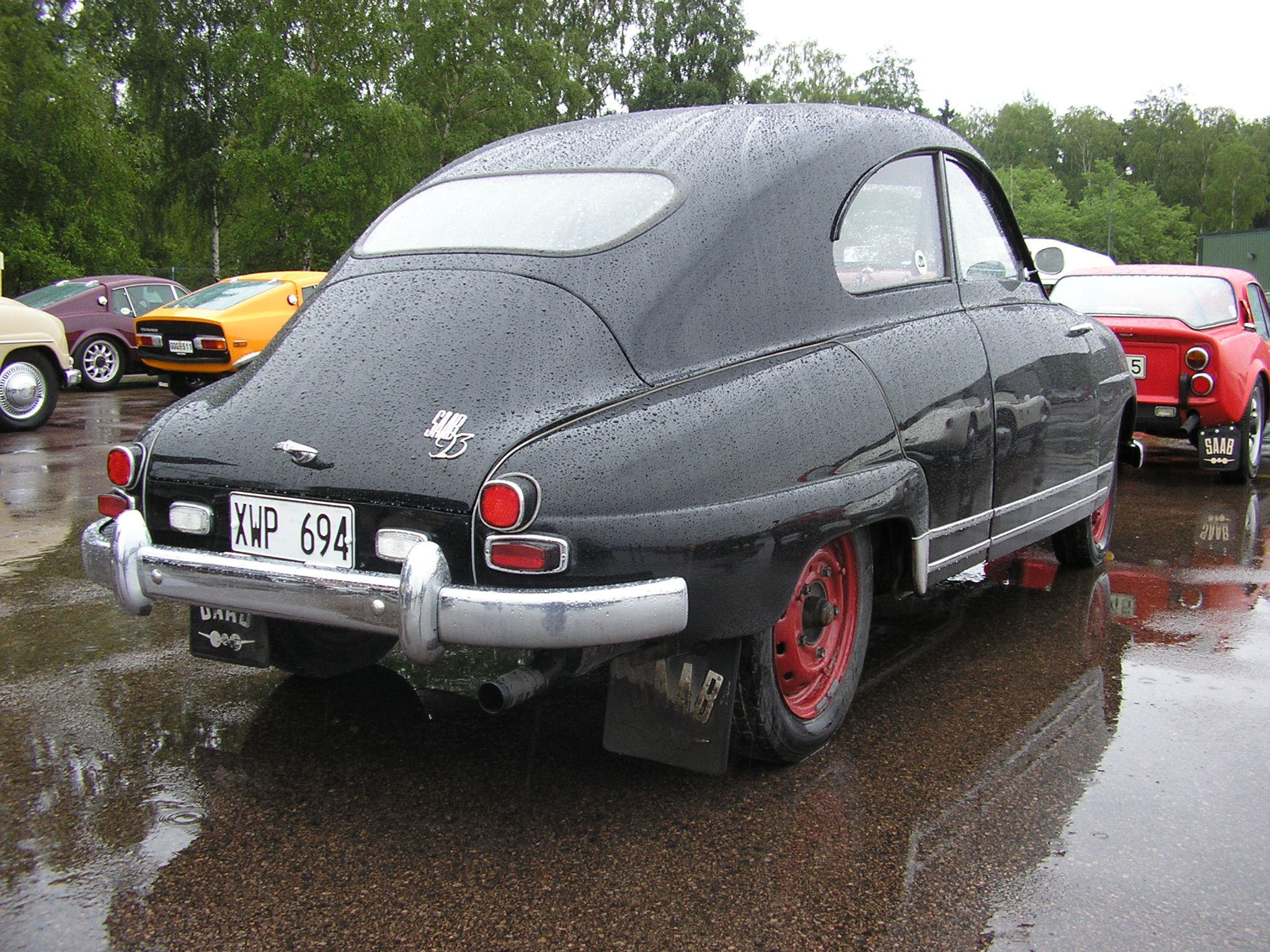
Saab 93B

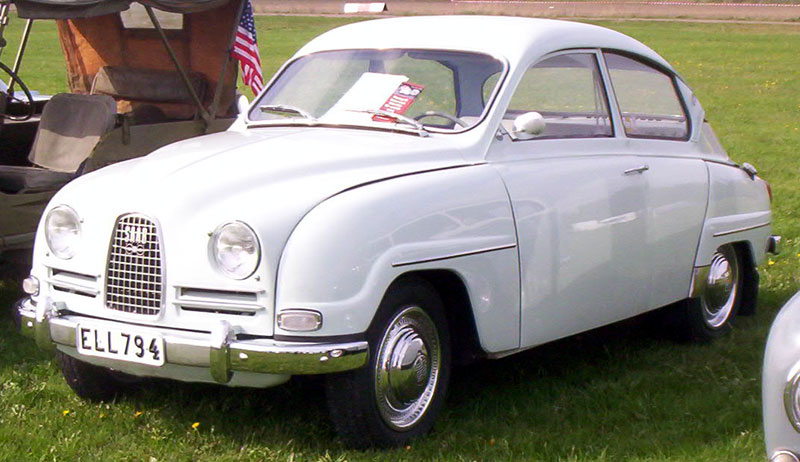
Saab 96

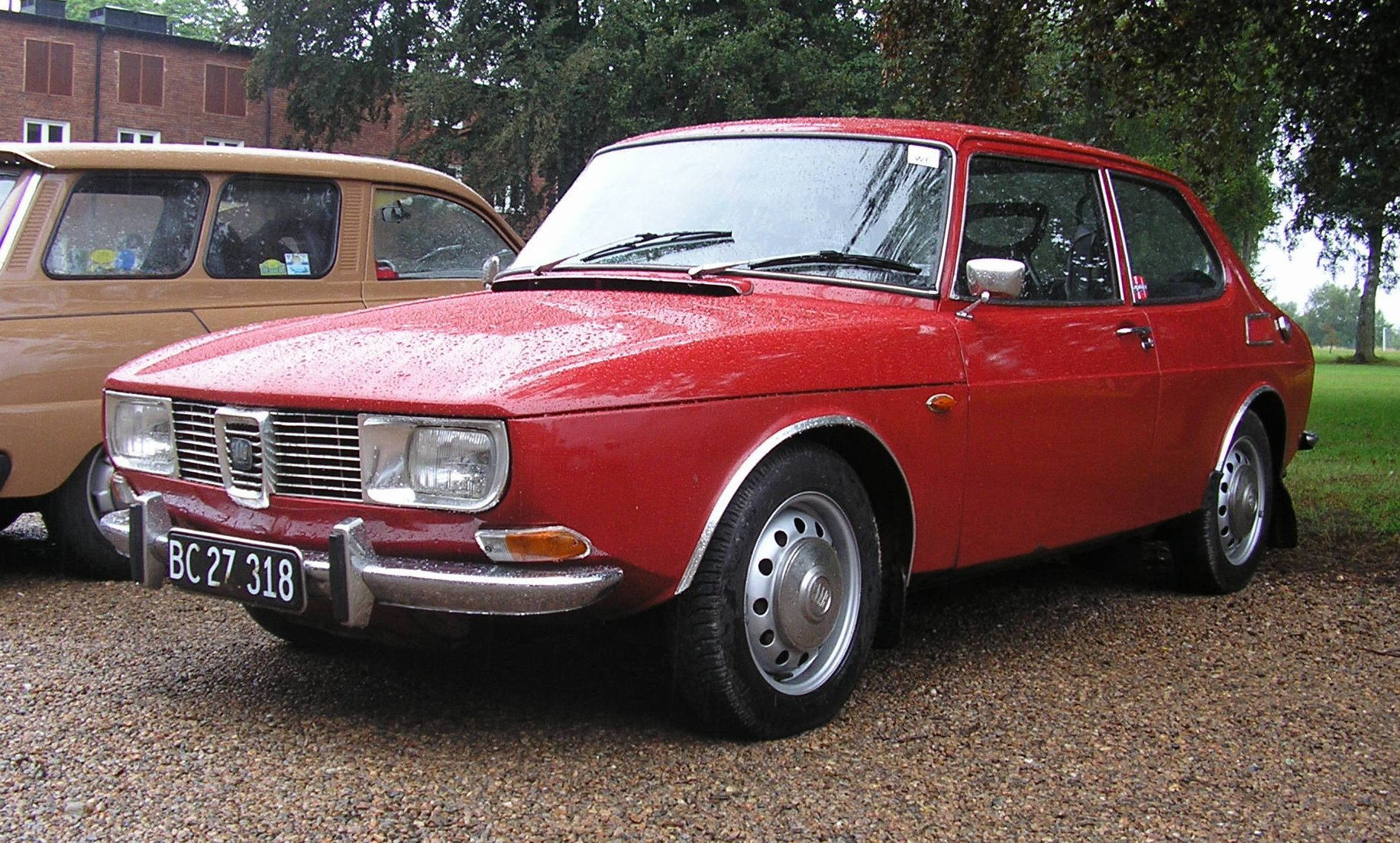
Saab 99

1968年推出全新Saab 99，紳寶 99為紳寶 92銷售19年以來全新的紳寶車型，Saab 99有許多創新的功能，例如：圓弧型擋風玻璃、可以降低低速碰撞損害的保險桿、頭燈清洗裝置、側門防撞樑，紳寶 99可說是影響紳寶未來數十年車型走向的重要里程碑。
而設計出92、93、95、96與99的西克斯 盛薩松(Sixten Sason)，他的設計也持續的影響未來紳寶的車身樣式，如後側門玻璃的曲棍球曲線。

### Saab-Scania AB 時代 (1969–1989)
1969年，紳寶與瑞典的斯堪尼亞商用汽車製造商 (Scania-Vabis AB)合併，成為Saab-Scania AB。而紳寶 99於1973年擴充了combi車體型式，1974年的紳寶 99 combi coupé掀背車則以斜邊三角形的概念斜邊長度短於兩底之和，將後擋風玻璃與行李箱蓋設計成一平緩斜邊曲線，比起後擋風玻璃與鋼板行李箱蓋之間有明確轉折夾角的設計，這種尾門開口的側面長度也不會太長而影響車身剛性，保有掀背車大行李箱開口的實用性和三箱式轎車的長車尾，之後並成為紳寶汽車獨特的外型特色，很快的得到了巨大的成功，在當時幾乎成為紳寶汽車的代名詞。直至1976年，紳寶 99車型突破百萬輛。
紳寶與飛雅特(Fiat)於1978年達成協議，銷售源於Lancia Delta但是貼上紳寶品牌的Saab-Lancia 600，並共同發展新的平台。該協議讓1985年的紳寶 9000、姊妹車款 Alfa Romeo 164、Fiat Croma以及Lancia Thema四個車款共用同一平台。而紳寶 9000成為紳寶第一款豪華車型。
1978年，計畫用Saab 900取代紳寶 99。而紳寶 900也生產了將近100萬輛，成為紳寶最暢銷的車型。1986年開始生產敞蓬版的紳寶 900，佔了紳寶 900將近20%的銷售量。

### 通用汽車入主(1989–2010)
1989年，紳寶汽車部門從Saab-Scania分出，重組成一家獨立的公司，紳寶汽車公司Saab Automobile AB，總部設在瑞典。通用汽車公司 (GM)與AB控股的投資者各佔50%的股份，通用汽車公司在後來10年間投資六億美元收購其餘股份。在1994年通用公司參與並促成新紳寶 900，新的紳寶 900與歐寶 (Opel) Vectra共用平台。因此取得很大的成功，紳寶 在1995年終於終止七年來的虧損。
1997年，標誌著紳寶已經成為成立50年的汽車製造商。在慶祝50週年的大會上，公布要以新車型紳寶 9-5替換老舊的紳寶 9000。而紳寶 900也允諾將要改版，他現在在被稱為紳寶 9-3。紳寶 9-5是第一個沒有兩門Combi車型的紳寶車款，並在1999年發售Wagon車體形式。
通用公司於2000年收購紳寶剩餘的股票，花費1.25億美元將紳寶納入全資子公司。
在子公司共用平台的模式下，於2003年誕生的新9-3，紳寶標誌性的兩門掀背車型徹底被四門車型取代。
根據通用汽車的策略，基於第二代速霸陸Impreza貼上紳寶品牌的紳寶9-2X以及基於雪佛蘭 (Chevrolet)開拓者 (Trailblazer)的Saab 9-7X引進美國，並希望在2005年增加銷售量。但是這種模式也被證實失敗，因而取消了生產。而通用汽車也延遲三年才發表了9-3 Wegon車款，取消了預計在2005年的紳寶 9-5改款。並宣布將紳寶的生產線由原本瑞典特羅爾海坦 (Trollhättan)移到毆寶 (Opel)在呂塞爾斯海姆 (Rüsselsheim)的工廠。
2008年底，因次貸危機財政受到嚴重衝擊的通用公司為求美國聯邦政府援助，悍馬與龐蒂克、紳寶、釷星汽車被宣告為取消品牌。一方面通用表示有將紳寶汽車品牌取消並停產的可能性，另一方面亦為紳寶尋求接手企業。
由於通用汽車一連串政策錯誤所造成的頹勢，紳寶被接受美國聯邦政府援助的通用汽車於2008年12月宣布進入「觀察期」，並表示有可能出售，也不排除關閉這個品牌。根據報導，27日出現了一些潛在買家，包括寶馬(BMW)、飛雅特(Fiat)、吉利(Geely)、現代(Hyundai)、麥格納(Magna)、雷諾(Renault)以及印度塔塔汽車公司(Tata Motors)，而認真進行磋商的有三個競投者： 科尼賽克 (Koenigsegg)、Merbanco、倫科集團 (Renco Group)。
隨著談判的進行，通用汽車公司逐漸傾向讓紳寶停產，讓該公司進入破產保護。紳寶的執行長Jan-Åke Jonsson對此表示：「最好的方法是讓紳寶成為獨立的公司，並且準備募集資金」而瑞典政府不願意介入此事，瑞典工業部長奧洛松Maud Olofsson表示：「瑞典不會貿然動用稅金援助紳寶汽車」
2009年6月16日，瑞典超級跑車製造商科尼賽克 (Koenigsegg)宣布，他們打算向通用購買紳寶汽車品牌。而這背後有一群挪威投資客與中國北京汽車投標。在之後的一個月，雙方宣布，通用汽車同意這項交易。不過雖然有出色的財務報告，貸款方面仍然需要歐洲投資銀行支援。貸款雖然於10月份獲得批准，但是在11月24日，Koenigsegg創辦人Christian von Koenigsegg發表聲明表示：「經過這6個月來努力，雖然過程中目標明確，不過卻得到這個令人難過的結論，也就是Koenigsegg無法繼續進行併購紳寶，在此表示遺憾。」
12月14日，北京汽車參與競標終於有了回報，北汽得到了用於第一代紳寶 9-3與紳寶 9-5，總價值達到2億美元的智慧財產權與生產設備。北汽表示，有意利用購買的技術建立一個新的品牌。據信北京汽車因此得到了三個整車平臺、兩個引擎系統與兩款變速箱系統。
在與Koenigsegg的談判破裂之後，通用汽車宣布，如果在2009年過後還沒有買家，紳寶將於2010正式停產。在與數間公司，包括荷蘭的精緻超級跑車製造商Spyker談判失敗後。通用汽車傾向逐步結束紳寶，但Spyker並未放棄，繼續提出新收購計畫。此時還有其他三家廠商（Merbanco，AWMS與盧森堡的GENII）參與競標。
通用汽車持續接受出價。直到2010年1月7日的截止日為止，雖然任何一方能達成協議的機會都非常渺茫，但是通用汽車承諾將會評估每個提案並盡職的審查。然而2010年1月25日，Spyker股價突然飆升77%，這些跡象被認為是紳寶的買主浮上抬面的徵兆。

### Spyker接手 (2010–2011)
2010年1月26日，通用汽車公司證實，GM與Spyker已經達成協議，通用公司允許Spyker購買紳寶，並且已經受到政府批准。將於2010年2月完成銷售。通用汽車公司將繼續提供紳寶所需的引擎與變速箱。新的紳寶 9-4X也會由通用汽車公司的墨西哥工廠生產。交易金額與貸款將由瑞典政府擔保並且由歐洲投資銀行支付，交易包括於2010年七月7,400萬美元的頭款，還有總額達3.2億美元的Spyker股份。
紳寶並且宣布，將於密西根州的Royal Oak建立美國總部。紳寶 9-3將於2012年推出下一代，並將回到紳寶在2010年3月重新啟用的瑞典工廠生產。而紳寶也於2010年6月18日發佈消息，任命36歲的Jason Castriota (傑森∙卡斯特里奧塔)成為Spyker-Saab新的設計總監，負責未來車輛外型、內裝等部分的設計工作，並且主導未來紳寶產品的設計軸心。而首款作品將會是2012年的新一代紳寶 9-3。
2011年5月3日，中國華泰汽車和瑞典紳寶在金茂北京威斯汀大飯店 ，正式簽署戰略合作伙伴協議，華泰汽車將入股紳寶汽車母公司Spyker。中國華泰汽車集團將注資1.5億歐元於該公司旗下的紳寶，以換取Spyker的股份，這將使紳寶有能力付帳單並恢復四月初被迫停工的生產線。其中華泰汽車將投資1.2億歐元以換取世爵汽車最多29.9%的股份。Spyker還以六個月期可換股貸款協議的方式獲得剩餘3,000萬歐元融資，貸款年利率為7%，該筆貸款將可按每股4.88歐元的轉換價格換成公司股票。但是這項交易在5月3日簽定，隨即在5月12日中止。根據Spyker說法，由於華泰無法滿足協定中的條件，因此Spyker不得不終止這項戰略協議.
2011年5月16日，Spyker聲稱，已經找到願意向紳寶注資的新中國夥伴 - 中國龐大汽貿集團股份有限公司(Pang Da Automobile Trade Co.)，並且已經與其達成協議。根據協議內容﹐龐大汽貿集團將對Spyker注資6,500萬歐元﹐並持有Spyker24%的股份。龐大汽貿集團還將出資3,000萬歐元購買紳寶的車輛﹐並有可能在未來30天內再購買至多價值1,500萬歐元的紳寶汽車。另外在Spyker的一份公告中表示，在接到初步注資的3,000萬歐元之後，紳寶將與供應商達成付款與交付的協議，此筆金額將有助於紳寶生產線的順利運作。2011年5月27日，紳寶位於特羅爾海坦市的生產線開始重新運作，這是從4月6日停工以來首次重啟生產線。
2011年8月27日，SAAB工會表示: 這已經是SAAB員工第三次無法如期領到薪水。工會已透過律師向紳寶汽車發出通知，若紳寶仍無法發薪，工會將向法院提出破產申請。
2011年9月，Spyker改組成立Swedish Automobile NV(SWAN)以經營SAAB，並將原Spyker的股份售予美國的公司。
2011年10月28日，SWAN宣布將以一億歐元將SAAB的股份100%售予中國龐大與青年集團。。此交易後來破局，Spyker的執行長Victor Muller宣稱交易過程遭受通用汽車公司的惡意阻撓，已向美國法院提告，並求償30億美元
2011年12月19日-瑞典汽車（SWAN）在Vänersborg，向瑞典地方法院提出破產保護的請求。瑞典法院一度駁回，在SAAB提出上訴後，法院同意Saab重組上訴的審查。

### 中國大陸集團與投資客的蠶食 (2012–2022)
根據美國彭博社、瑞典工業日報及TTELA新聞等媒體所批露之消息，在母廠宣布破產之後，有意購買SAAB的各國企業目前陸續浮出檯面，包括來自土耳其的Brightwell控股公司、印度最大的SUV製造商馬亨德拉公司（MM）、加拿大及中國大陸方面，都與承辦Saab破產聲請案的兩位法院監管人Hans L Berqvist與Anne-Marie Pouteaux有所接觸。其中還包括BMW。
由outsidesaab.com所發起的“We are many, we are Saab”的全球粉絲串聯聲援力挺SAAB的活動於1月14日、15日兩天舉行。
2012年6月13日，「國能電動汽車瑞典有限公司National Electric Vehicle Sweden」（NEVS）正式取得SAAB的經營權。該集團是由中國香港國能生物發電集團（National Bio Energy Group，NBE）旗下國家現代能源控股與日本風投陽光投資（Sun Investment LLC）分別持股51%和49%。這項收購金額約2億至2.5億美元，惟不包括紳寶汽車旗下零件公司。該公司註冊於香港，由瑞籍華人蔣大龍將擔任NEVS公司執行長。日本風投後來退出，由國能生物發電集團掌握NEVS 100%的股份。
由於SAAB原廠自2011年5月起即處於停工狀態，全球市場除庫存車外已無新車可賣。台灣總代理商富汽車於2012年8月17日表示將自同年10月起逐步縮減營業據點，業務人員也將裁減一半，但保養維修廠仍會全數保留。
雖然NEVS取得紳寶汽車的經營權，但由於紳寶汽車（SAAB Auto）原本使用的「獅鷲」（Griffin）標誌是跟紳寶航天及防衛公司（Saab AB）、以及斯堪尼亞汽車公司（Scania AB）共用，未取得這兩家公司同意，紳寶汽車不能使用獅鷲標誌。
NEVS於2012年11月20日表示，考慮在2013年6月重新生產傳統汽油動力的SAAB 9-3；而此前該公司宣布計劃於2014年發布以SAAB 9-3為藍本的純電動車，以重振紳寶品牌。
紳寶零件公司（Saab Parts AB）是則由瑞典政府債務局（National Debt Office，NDO）接管。瑞典國家債務局（Swedish National Debt Office），於2012年12月5日正式宣布，決定將拿下Saab Automobile Parts AB零件公司（簡稱Saab零件公司）之全部所有權。
2013年1月7日，中國青島市與青博投資有限公司、國能電力集團有限公司（蔣大龍為董事長）及其瑞典公司簽署項目投資協議，計劃投資100億元（人民幣，下同)在青島設立整車廠，生產紳寶品牌的傳統燃油及新能源汽車。更多細節是：項目設計一期投資40億元，生產汽車20萬輛；最終達到年產能40萬輛，年產值1200億元。同時會在青島市投資設立薩博（中國）汽車研發中心、製造中心、採購中心和銷售中心等。
「青博投資有限公司」係由青島市為了投資紳寶品牌而專門成立的一家代表青島市的投資公司。青島市政府已經透過該公司向NEVS投資20億瑞典克朗（約合19億元人民幣），收購22%股份，併計劃與其成立合資公司。
2013年1月14日，NEVS更新紳寶汽車的官方網頁，並發佈以下三個全新的視覺識別標示，包括：
- 採用黑色字體表現的「瑞典國家電動汽車公司」（NEVS）
- "SAAB" 品牌則使用暗灰色或銀色作為字體。
- 用於引擎蓋、輪轂蓋的SAAB品牌標誌，則使用銀色字體，並以圓形白色為底。

2014年，紳寶汽車依舊宣告破產，NEVS正式成為實質的中國公司和續留品牌，2017年NEVS集團全力推動行PONG無人車計劃，2012年後在汽車媒體不斷曝光以SAAB為名義的新車計劃和前團隊離去前的設計草圖洩漏，吹牛的真相是所有對中國方的交易仍無法實質解決從2011年爆發的爛尾，SAAB品牌標誌授權事件與GM集團持有SAAB產權歸屬事件亦是對中國方的完全不信任，這也使曾參與紳寶汽車車載系統的SONY電子集團選擇深入合作福特汽車SYNC系統和凌志汽車無人車系統，終在2021年透露自立門戶。
2019年1月15日，中國恆大集團由恆大健康產業的名義，以代價9.3億美元（約72.54億港元），收購瑞典國家電動汽車公司（NEVS）NEVS的51%股權，恆大新能源車順勢推出恆馳汽車九款概念車。
2021年9月8日，中國恆大集團債務危機，促使新能源車計劃與生產線停擺，恆馳汽車至今九款新車中僅兩款車型的實際測試車，國能電動車共用產線恢復少量生產NEVS 9-3 2014 EV，但是並非2017年同PONG概念車一起發表的NEVS 9-3 2017概念車藍本，僅公開PONG無人駕駛原型車。
Koenigsegg因應電動化的轉型策略，在2019年1月宣布與NEVS建立戰略合作夥伴關係，創建Meneko公司，共同提升電動化的技術。同時將20%的股份出售了NEVS。Koenigsegg在2021年推出Gemera概念車前後購回NEVS陸續持有Meneko的65%股份至2022年Gemera超跑量產，但是並不代表Koenigsegg重新持有SAAB Automobile AB，Koenigsegg與SAAB Automobile AB的關係可追溯到2006年的SAAB Aero X概念車，亦成為GM集團選擇Koenigsegg進入2019年合作觀察期。

## 車型

### 停產車型
- Saab 92 (1949–1956)
- Saab 93 (1955–1960)
- Saab 94 Sonett I (1956)
- Saab 95 estate car (1959–1978)
- Saab 96 (1960–1980)
- Saab 99 (1968–1984)
- Saab 900 (1979–1994)
- Saab-Lancia 600 (1985-1988)
- Saab 9000 (1985–1998)
- Saab 9-2X 美國市場限定 (2005–2006)
- Saab 9-7X 美國市場限定 (2005–2009)
- Saab 9-5 第一代 (1997–2010)
- Saab 9-3 Sport Sedan 小型主管級房車系 (2002–2011) 第二代
- Saab 9-3 Sport Combi 小型主管級轎旅車系 (2006–2011) 第二代
- Saab 9-3X 全功能跨界轎旅 (2009–2011)
- Saab 9-5 Sedan 中型主管級房車 (2010–2011) 第二代
- Saab 9-5 SportCombi (2011) 第二代

### 未來車型
- Saab 9-4X (新車款, 原預計2011年5月在北美市場上市，2011年8月在歐洲市場上市；目前已暫停計畫)[23]
- Saab 9-3 (預訂在2013年再生產汽油版本的第二代車型，於2014年將生產電動車版本 NEVS 9-3 EV；第三代車型將以鳳凰平台設計)
- Saab 9-2 (新車款, 雨滴車型、啟發於經典車款 Saab 92)[24]

### 概念車、原型車
- Saab EV-1 (1985)
- Saab 9000 Cabriolet
- Saab 9XX Concept (1991)
- Saab 9-X (2001)
- Saab 9-3X (2002)
- Saab 9-3 SportHatch (2003)
- Saab 9-5 Aero BioPower (2006)
- Saab Aero-X (2006)
- Saab 9-4X BioPower (2008)
- Saab 9-X Biohybrid (2008)
- Saab 9-X Air (2008)
- Saab 9-3 ePower sport wagon (2010)
- Saab PhoeniX (2011)

## 外部連結
- 萨博汽车 （页面存档备份，存于）（简体中文）（英文）（瑞典文）